# Животни поени
Животни поени (енгл. hit points, скраћено HP) у стоним играма улога и видео-играма представљају карактеристику која одређује максималну количину штете коју лик или предмет могу да претрпе. Ако животни поени спадну на нулу, лик умире или губи свест. Лик може бити игриви лик, моб или бос. Виталност (енгл. health) може да се припише и предметима који могу да се униште, попут возила и њихових појединачних делова. У видео-играма виталност се често представља визуелним елементима као што су разломак, трака или низ иконица, мада је могућ и акустички приказ, на пример откуцаји срца.